# ATP Challenger Calgary
Das ATP Challenger Calgary (offizieller Name: Calgary National Bank Challenger) war ein zwischen 2018 und 2024 stattfindendes Tennisturnier in Calgary, Kanada. Es war Teil der ATP Challenger Tour und wurde in der Halle auf Hartplatz ausgetragen. Schon 1993 fand an selber Stelle ein Turnier statt, das Sébastien Lareau sowohl im Einzel als auch im Doppel gewann.

## Liste der Sieger

### Einzel
| Jahr                         | Sieger             | Finalgegner       | Ergebnis          |
| ---------------------------- | ------------------ | ----------------- | ----------------- |
| 2024                         | Murphy Cassone     | Govind Nanda      | 4:6, 6:3, 6:4     |
| 2023                         | Liam Draxl         | Dominik Koepfer   | 6:4, 6:3          |
| 2022                         | Dominik Koepfer    | Aleksandar Vukic  | 6:2, 6:4          |
| 2021                         | nicht ausgetragen  | nicht ausgetragen | nicht ausgetragen |
| 2020                         | Arthur Rinderknech | Maxime Cressy     | 3:6, 7:65, 6:4    |
| 2019                         | nicht ausgetragen  | nicht ausgetragen | nicht ausgetragen |
| 2018                         | Ivo Karlović       | Jordan Thompson   | 7:63, 6:3         |
| 1994–2017: nicht ausgetragen |                    |                   |                   |
| 1993                         | Sébastien Lareau   | Daniel Nestor     | 6:2, 6:2          |

### Doppel
| Jahr                         | Sieger                                    | Finalgegner                    | Ergebnis          |
| ---------------------------- | ----------------------------------------- | ------------------------------ | ----------------- |
| 2024                         | Ryan Seggerman Patrik Trhac               | Robert Cash JJ Tracy           | 6:3, 7:63         |
| 2023                         | Juan Carlos Aguilar Justin Boulais        | Charles Broom Ben Jones        | 6:3, 6:2          |
| 2022                         | Maximilian Neuchrist Michail Pervolarakis | Julian Ocleppo Kai Wehnelt     | 6:4, 6:4          |
| 2021                         | nicht ausgetragen                         | nicht ausgetragen              | nicht ausgetragen |
| 2020                         | Nathan Pasha (2) Max Schnur               | Harry Bourchier Filip Peliwo   | 7:64, 6:3         |
| 2019                         | nicht ausgetragen                         | nicht ausgetragen              | nicht ausgetragen |
| 2018                         | Robert Galloway Nathan Pasha (1)          | Matt Reid John-Patrick Smith   | 6:4, 4:6, [10:6]  |
| 1994–2017: nicht ausgetragen |                                           |                                |                   |
| 1993                         | Sébastien Lareau Daniel Nestor            | David Di Lucia Richard Schmidt | 6:1, 6:2          |